# Нижанківський деканат
Нижанкі́вський деканат — колишня структурна одиниця Перемишльської єпархії греко-католицької церкви з центром в м. Нижанковичі. Очолював деканат декан.

## Територія
В 1936 році в Нижанківському деканаті було 12 парафій:
1. Парафія с. Боршевичі з філіями в с. Библо, с. Пацьковичі;
2. Парафія с. Германовичі з філіями в с. Станиславчик, с. Мальговичі;
3. Парафія с. Горохівці з філіями в с. Вітошинці, с. Княжичі, с. Конюхи;
4. Парафія с. Грушатичі з філією в с. Саночани;
5. Парафія с. Даровичі з філією в с. Купятичі;
6. Парафія с. Дроздовичі з філіями в с. Строневичі, с. Вилюничі;
7. Парафія с. Клоковичі з філіями в с. Берендювичі, с. Сільця, с. Конюша та приходом у с. Аксманичі Гірні;
8. Парафія с. Корманичі з філіями в с. Молодовичі, с. Фредрополь та приходом у с. Купятичі;
9. Парафія с. Міжинець з філіями в с. Зоротовичі, с. Ґдешичі;
10. Парафія м. Нижанковичі з філіями в с. Сиракізці, с. Заболотці;
11. Парафія с. Радохонці з філією в с. Гориславичі;
12. Парафія с. Циків з філією в с. Рожубовичі.

### Декан
- 1936 — Сендзік Іван в Дроздовичах.

### Кількість парафіян
1936 — 18 575 осіб.
Деканат було ліквідовано в 1946 р.